# David McKee
David McKee (ur. 2 stycznia 1935 w Devon, zm. 6 kwietnia 2022) – brytyjski pisarz i ilustrator, twórca literatury dziecięcej. Znany z wykreowania postaci Elmera, słonia w kratkę. 
Rodzice pisarza poznali się, kiedy mieli zaledwie 16 lat, podczas służby w zamożnym domu. Choć oboje porzucili szkołę jako nastolatkowie, mieli dużą wiedzę i byli oczytani. Matka pisarza posiadała ponadto duży dar opowiadania historii. McKee urodził się w 1935 roku. Wychowywał się w Tavistock, mieście, które wspomina jako przesiąknięte opowieściami i historiami o duchach. Jako dziecko przyszły pisarz najchętniej czytywał Biblię i bajki Ezopa.
W 1950 McKee rozpoczął studia na Plymouth College of Art. W tamtym okresie zaczął tworzyć rysunki i karykatury, które wysyłał do prasy. W 1964 opublikował swoją pierwszą książkę - Two Can Toucan. W 1968 opublikował pierwszą książkę o Elmerze, słoniu w kratkę. W latach 70. XX wieku BBC emitowało serię jego animacji Mr Benn, o mężczyźnie, którego w przebieralni eleganckiego sklepu z ubraniami spotykają niezwykłe przygody. W 2006 roku został nominowany do Nagrody im. Hansa Christiana Andersena. 
Jego najpopularniejszą serią jest 22-tomowa seria książek o słoniu Elmerze - sprzedano ponad 7 milionów egzemplarzy i przetłumaczono ją na 50 języków. McKee stworzył jednak także i inne, m.in. serię King Rollo. Ilustrował także książki innych pisarzy, m.in. książki o Misiu Paddingtonie.